# Холи Майкълс
Холи Майкълс (на английски: Holly Michaels) е американска порнографска актриса и еротичен модел, родена на 16 август 1990 г. Влиза в индустрията през 2011 г., до 2010 г. е фотомодел.

## Награди и номинации
Номинации за индивидуални награди
- 2012: Номинация за AVN награда за най-добра нова звезда.[3]
- 2012: Номинация за AVN награда за най-добро закачливо изпълнение.[3]
- 2012: Номинация за Urban X награда за изгряваща женска звезда.[4]
- 2012: Номинация за XRCO награда за Cream Dream.[5]
- 2013: Номинация за AVN награда за най-добро закачливо изпълнение.[6]